# Мамасуєв Роман Михайлович
Рома́н Миха́йлович Мамасу́єв (20 лютого 1983, Алушта, АР Крим, Українська РСР — 22 грудня 2016, Авдіївка, Донецька область, Україна) — український військовик, учасник війни на сході України, прапорщик.

## З життєпису
Народився 20 лютого 1983 року в Алушті. З дитинства Роман жив у селі Верхня Криниця Василівського району Запорізької області. Дев’ять класів закінчив у сільській школі, 10-й та 11-й – у школі міста Василівка. Згодом навчався у Василівському державному аграрному технікумі за фахом "фермерське господарство".
Після строкової служби залишився в армії за контрактом. Відслуживши шість років у Дніпрі, демобілізувався у 2009 році у званні прапорщика.
2016 року пішов до війська за контрактом після підготовки в навчальному центрі в Старичах на Львівщині.
Інструктор-вогнеметник; (72-а окрема механізована бригада).
Загинув від кульового поранення під час обстрілу міста Авдіївка.
Похований у с. Верхня Криниця Василівського району Запорізької області.
По смерті залишилися мати, вітчим, сестра, дружина та дві доньки.

## Нагороди та вшанування
- Указом Президента України № 161/2017 від 13 червня 2017 року «за особисту мужність, виявлену у захисті державного суверенітету та територіальної цілісності України, самовіддане виконання військового обов'язку» нагороджений орденом «За мужність» III ступеня (посмертно)[3].
- На фасаді ЗОШ в с. Верхня Криниця встановлено меморіальну дошку[2].
- Вшановується в меморіальному комплексі «Зала пам'яті», в щоденному ранковому церемоніалі 22 грудня[4][5].